# Alfred Leconte
Alfred Leconte, né le 21 décembre 1824 à Vatan (Indre) et mort le 6 septembre 1905 à Piscop (à l'époque situé dans le département de Seine-et-Oise et aujourd'hui dans celui du Val-d'Oise), est un pharmacien, poète, chansonnier, goguettier et homme politique français.

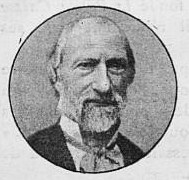
Alfred Leconte photo de Pierre Petit 1893

## Le pharmacien
Alfred Leconte fait ses études au collège de Bourges. Puis, à Paris, suit les cours du Conservatoire. Qu'il laisse sur ordre de sa famille pour s'inscrire à l’École de pharmacie. Il présente en 1851 sa thèse : Considérations philosophiques sur la pharmacie. Et s'établit pharmacien de 1re classe à Issoudun en 1852.

## L'homme politique
Alfred Leconte est juge au tribunal de commerce, conseiller municipal d'Issoudun, conseiller général du canton de Vatan en 1871 et élu député de l'arrondissement d'Issoudun le 20 février 1876. Il siège à gauche et s'inscrit au groupe de l'Union républicaine, puis au groupe radical-socialiste. Il vote pour l'amnistie plénière, pour la suppression du budget des cultes, est l'un des 363 qui refusent la confiance au gouvernement de Broglie, le 16 mai 1877. Alfred Leconte est très actif de 1876 à 1885 et est ensuite battu. On lui reprocha d'avoir voulu faire bénéficier une personne de sa famille de son permis de circuler sur les chemins de fer. Il est réélu en 1889 et siège à la Chambre des députés jusqu'en 1898. Il prend ensuite sa retraite et ne sollicite pas de nouveau mandat.

## Le chansonnier et homme de lettres

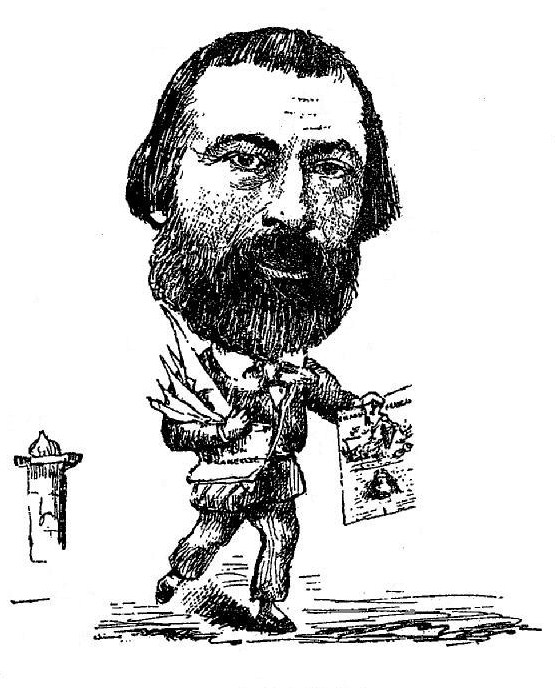
Alfred Leconte diffuseur de La Chanson française, portrait-charge par Ernest Chebroux, 1876

Alfred Leconte a une vocation de chansonnier. Sous le règne de Napoléon III, il écrit déjà contre le régime des pièces de vers, des fables et surtout des chansons, dont certaines connaissent la célébrité. En 1876, il est membre de la quatrième société du Caveau et de la goguette de la Lice chansonnière au moment où il devient député. À cette occasion, Duvelleroy, membre du Caveau, lui dédie une chanson comique : Ne va pas le dire à  Naquet ! À notre camarade Alfred Leconte qui vient d'être élu député, à chanter sur l'air de Dis-moi donc mon p'tit Hippolyte.
Allard-Pestel, également membre du Caveau lui écrit un poème publié à la suite de cette chanson :
À propos de la même élection
D'un membre du Caveau, l'universel suffrage
Vient, sans aucun effort, de faire un député ;
J'y vois pour l'avenir un fort heureux présage,
Car la Chambre défunte avait peu de gaîté.
Leconte, chansonnier, le cœur plein d'espérance,
Va du progrès bientôt nous chanter les moissons ;
Il pourra doublement représenter la France,
Où tout, dit Beaumarchais, finit par des chansons.
Une notice publiée en 1877 indique qu'Alfred Leconte a « une splendide voix de ténor et compose presque tous les airs de ses chansons. » La même année il devient directeur du journal La Chanson française.
Parlant de lui, ses amis le blaguent alors à ce propos : « La Chanson Française est un des grands bonheurs de sa vie, et il n'est pas de nuit qu'il n'en rêve ; aussi bénit-il (civilement), les abonnés qui viennent chaque semaine grossir le tirage de cette feuille chère à tous les amis de la vraie chanson et assurer son succès. »
Le 17 juillet 1879, il est un des orateurs qui prend la parole au pèlerinage annuel au tombeau de Béranger au cimetière du Père-Lachaise. Le 6 avril 1881, il participe au banquet donné pour le cinquantenaire de la goguette de la Lice chansonnière. À cette occasion le journal Le Temps le qualifie de « rimeur intarissable ».
Le 21 mars 1880, au palais du Trocadéro, il prononce le discours d'ouverture pour la distribution des prix aux lauréats du premier Concours des Sociétés lyriques, dont il est le président d'honneur. Dans celui-ci, il accrédite la fable républicaine de la disparition des goguettes sous la répression du Second Empire :
Le vent de la liberté qui avait soufflé en 1848, avait fait éclore beaucoup de ces sociétés. Le despotisme impérial fut pour elles un terrible faucheur qui les détruisit. La chanson vive et luronne, toujours frondeuse par son essence même, n'en mourut pas, mais elle se concentra entre d'intimes amis qui en conservèrent la tradition ; les goguettes disparurent, quelques sociétés chantantes survécurent à la condition de rester respectueuses ou flatteuses à l'endroit du pouvoir qui s'était imposé à la France par la violence et la terreur.
En 1893, Alfred Leconte est membre honoraire de la Lice chansonnière.
Poète et chansonnier, au cours de sa vie il publie aussi des travaux d'histoire et de littérature.

## Mandats à la Chambre des députés
- 20 février 1876 - 25 juin 1877 : Indre
- 14 octobre 1877 - 27 octobre 1881 : Indre
- 21 août 1881 - 9 novembre 1885 : Indre
- 6 octobre 1889 - 14 octobre 1893 : Indre - Gauche démocratique radicale et radicale socialiste
- 3 septembre 1893 - 31 mai 1898 : Indre - Gauche radicale-socialiste

## Pour approfondir